# Regierung Gorton II
Die Regierung Gorton II regierte Australien vom 28. Februar 1968 bis zum 12. November 1969. Es handelte sich um eine Koalitionsregierung der Liberal Party (LP) und der Country Party (CP).
Premierminister John Gorton leitete auch schon die Vorgängerregierung. Bei der Parlamentswahl am 25. Oktober 1969 erlitten die Regierungsparteien deutliche Verluste. Die Liberal Party verlor 15 Sitze im Repräsentantenhaus und erhielt noch 46 Mandata, die Country Party verlor 1 Mandat und stellte 20 Abgeordnete. Zusammen verfügten sie jedoch immer noch über eine Mehrheit von 46 der 124 Sitze. Gorton blieb Premierminister einer LP-CP-Koalition.

## Ministerliste
| Kabinett                                                                          | Kabinett         | Kabinett | Kabinett                             | Kabinett |
| Amt                                                                               | Minister         | Partei   | Amtszeit                             | Bild     |
| --------------------------------------------------------------------------------- | ---------------- | -------- | ------------------------------------ | -------- |
| Premierminister                                                                   | John Gorton      | LP       | 28. Februar 1968 – 12. November 1969 |          |
| Minister für Handel und Industrie und stellvertretender Premierminister           | John McEwen      | CP       | 28. Februar 1968 – 12. November 1969 |          |
| Schatzminister                                                                    | William McMahon  | LP       | 28. Februar 1968 – 12. November 1969 |          |
| Außenminister                                                                     | Paul Hasluck     | LP       | 28. Februar 1968 – 11. Februar 1969  |          |
| Außenminister                                                                     | Gordon Freeth    | LP       | 11. Februar 1969 – 12. November 1969 |          |
| Verteidigungsminister                                                             | Allen Fairhall   | LP       | 28. Februar 1968 – 12. November 1969 |          |
| Minister für die Grundstoffindustrie                                              | Doug Anthony     | CP       | 28. Februar 1968 – 12. November 1969 |          |
| Generalpostmeister                                                                | Alan Hulme       | LP       | 28. Februar 1968 – 12. November 1969 |          |
| Vizepräsident des Executive Council                                               | Alan Hulme       | LP       | 28. Februar 1968 – 12. November 1969 |          |
| Minister für nationale Entwicklung                                                | David Fairbairn  | LP       | 28. Februar 1968 – 12. November 1969 |          |
| Minister für Arbeit und Wehrpflicht                                               | Les Bury         | LP       | 28. Februar 1968 – 12. November 1969 |          |
| Minister für Schiffahrt und Verkehr                                               | Ian Sinclair     | CP       | 28. Februar 1968 – 12. November 1969 |          |
| Assistant Minister für Handel und Industrie                                       | Ian Sinclair     | CP       | 28. Februar 1968 – 12. November 1969 |          |
| Minister für Versorgung                                                           | Ken Anderson     | LP       | 28. Februar 1968 – 12. November 1969 |          |
| Minister für Bildung und Wissenschaft                                             | Malcolm Fraser   | LP       | 28. Februar 1968 – 12. November 1969 |          |
| Minister für die Luftwaffe                                                        | Gordon Freeth    | LP       | 28. Februar 1968 – 13. Februar 1969  |          |
| Assistant Minister im Schatzministerium                                           | Gordon Freeth    | LP       | 28. Februar 1968 – 13. Februar 1969  |          |
|                                                                                   |                  |          |                                      |          |
| Juniorminister                                                                    |                  |          |                                      |          |
| Minister für die Luftwaffe                                                        | Dudley Erwin     | LP       | 13. Februar 1969 – 12. November 1969 |          |
| Minister für Außenterritorien                                                     | Charles Barnes   | CP       | 28. Februar 1968 – 12. November 1969 |          |
| Minister für die Luftfahrt                                                        | Reginald Swartz  | LP       | 28. Februar 1968 – 12. November 1969 |          |
| Minister für Einwanderung                                                         | Billy Snedden    | LP       | 28. Februar 1968 – 12. November 1969 |          |
| Gesundheitsminister                                                               | Jim Forbes       | LP       | 28. Februar 1968 – 12. November 1969 |          |
| Minister für Repatriierung                                                        | Colin McKellar   | CP       | 28. Februar 1968 – 12. November 1969 |          |
| Ministerin für Wohnraum                                                           | Annabelle Rankin | LP       | 28. Februar 1968 – 12. November 1969 |          |
| Generalstaatsanwalt                                                               | Nigel Bowen      | LP       | 28. Februar 1968 – 12. November 1969 |          |
| Marineminister                                                                    | Bert Kelly       | LP       | 28. Februar 1968 – 12. November 1969 |          |
| Innenminister                                                                     | Peter Nixon      | LP       | 28. Februar 1968 – 12. November 1969 |          |
| Armeeminister                                                                     | Phillip Lynch    | LP       | 28. Februar 1968 – 12. November 1969 |          |
| Minister für Zölle und Verbrauchssteuern                                          | Malcolm Scott    | LP       | 28. Februar 1968 – 12. November 1969 |          |
| Sozialminister                                                                    | Bill Wentworth   | LP       | 28. Februar 1968 – 12. November 1969 |          |
| Bauminister                                                                       | Reg Wright       | LP       | 28. Februar 1968 – 12. November 1969 |          |
| Assistant Minister für Angelegenheiten der Aborigines im Amt des Premierministers | Bill Wentworth   | LP       | 28. Februar 1968 – 12. November 1969 |          |
| Assistant Minister für Tourismus im Ministerium für Handel und Industrie          | Reg Wright       | LP       | 28. Februar 1968 – 12. November 1969 |          |
| Assistant Minister im Schatzministerium                                           | Reginald Swartz  | LP       | 13. Februar 1969 – 12. November 1969 |          |